# Zwickauer Mulde
El Zwickauer Mulde és un riu alemany. És un afluent per l'esquerra del riu Mulde i fa 167 km de llargada. El cabal mitja prop de la desembocadura al poble Sermuth (part de la ciutat de Colditz) és de 28,9 m³/s. Fa part de la conca de l'Elba.
Neix al peu del pantà de Muldenberg, al poble de Muldenberg, part del municipi de Grünbach a Saxònia (Alemanya). Aquest pantà és alimentat pels rius Rote Mulde (Mulde vermell), Weisse Mulde (Mulde blanc) i el Saubach. El pantà va submergir l'antic aiguabarreig dels Muldes blanc i vermell. No és navegable però s'hi fa turisme fluvial amb canoa o caiac.
Fa part del projecte Natura 2000. Creua una vall quasi natural, en un paisatgeaturonat, estructuralment ric travessant amb boscs de ribera ben desenvolupats amb una avifauna diversa. El Zwickauer Mulde va mantenir la majoria dels meandres i queda una paisatge fluvial natural amb poca intervenció humana i aigües rics en peixos. Es va celebrar el retorn —entre d'altres— del castor europeu i del blauet comú.